# Bayamo (rzeka)
Bayamo (hiszp. Río Bayamo) – rzeka w południowej Kubie, w prowincji Prowincja Granma o długości 89 km. Jest dopływem rzeki Cauto. Od nazwy rzeki pochodzi nazwa miasta Bayamo. 
Masowe wyrzucanie odpadów i ścieków spowodowało wysoki poziom degradacji rzeki, który został oficjalnie udokumentowany.